# Vạn Thị Thi Trục Hầu Đê thiền vu
Vạn Thị Thi Trục Hầu Đê (giản thể: 万氏尸逐侯鞮单于; phồn thể: 萬氏尸逐侯鞮單于; bính âm: Wànshìshīzhúhóudīchányú, ?-124), thuộc Luyên Đê thị, là con trai của Hồ Tà Thi Trục Hầu Đê thiền vu của Nam Hung Nô, kế vị chức thiền vu từ Sư Tử vào khoảng năm Vĩnh Nguyên thứ 10 (98) thời Đông Hán. Sau khi kế vị, Vạn Thị Thi Hầu Trục Hầu Đê nghe theo người Hán là Hàn Tông nổi loạn chống lại nhà Hán, về sau lại hàng Hán. Năm 124, Vạn Thị Thi Trực Hầu Đê thiền vu mất.